# Habitatges d'en Mateu Brujas
Els Habitatges d'en Mateu Brujas és una obra modernista de Sabadell (Vallès Occidental) protegida com a Bé Cultural d'Interès Local.

## Descripció
Edifici format per un soterrani, entresòl i dos pisos. En la composició de la façana s'han fet servir elements ornamentals d'arrel clàssica. L'ornamentació s'estructura en dues zones, semisoterrani i entresòl, i els pisos superiors.
Pel que fa a la primera zona, l'espai està dividit per quatre pilastres estriades a la zona del brancal de la porta i de les finestres. Sobre la llinda hi ha un medalló amb decoració vegetal. Destaquen òpticament les línies verticals en l'edifici, afavorides en aquesta part per pilastres i l'amplada de les finestres.
La zona superior (tercer i quart pis) segueix una decoració que recorda els models utilitzats als casals pels mestres d'obra, s'estructura en tres balcons per pis, essent l'inferior un balcó seguit que unifica les tres finestres. El mur està decorat amb estuc i emmarcat als laterals per pilastres. Un fris en relleus vegetals marca, a la façana, l'alçada dels pisos. Un grup de mènsules sostenen el ràfec de la teulada.